# Pedro Gondim
Pedro Moreno Gondim (Alagoa Nova, 1 de maio de 1914 — João Pessoa, 26 de julho de 2005) foi um político brasileiro filiado ao Partido do Movimento Democrático Brasileiro (PMDB).

## Biografia
Filho de Inácio Costa Gondim e de Eulina Moreno Gondim, cursou o primário em Alagoa Nova e o curso secundário no Lyceu Paraibano, na capital, bacharelou-se em direito, em 1938, na Faculdade do Recife. Exerceu a advocacia, atuando na Paraíba e nos estados vizinhos.
Foi um dos fundadores do Partido Social Democrático (PSD), tendo em 1946 sido eleito deputado estadual, reelegendo-se para um segundo mas não exerceu por ter sido designado pelo governador José Américo de Almeida para ser secretário da Agricultura, Viação e obras Públicas do estado da Paraíba.
Foi também eleito vice-governador, e no período, 1958-1960 assumiu o governo do estado pois o governador Flávio Ribeiro Coutinho afastou-se por motivos de saúde. Em 1960, afasta-se do governo e filia-se ao PDC, para ser candidato ao cargo de governador, tendo sido eleito ao derrotar Janduí Carneiro (PSD).
Com o golpe de 1964, ainda continua no cargo até 1966 quando se candidata a deputado federal pela ARENA e repassa o cargo ao então governador eleito João Agripino porém são cassados seus direitos políticos por dez anos e perde seu mandato de deputado e somente em 1979 é anistiado pelo presidente João Figueiredo.
Retoma as atividades políticas, filiando-se ao PMDB e candidatou-se ao Senado Federal, atendendo aos apelos de amigos e às conveniências do partido. Não tendo alcançado a vitória, afastou-se da política, continuando, como ele próprio afirmou "colaborador e não postulante". Em 1985, ocupou uma diretoria do Banco do Nordeste, deixando o cargo ao término do mandato em 1990.
Sua família ainda teve representantes na política e hoje ainda tem forte influência política no estado.
Seus herdeiros políticos são:
- Nilda Gondim, filha, deputada federal pela Paraíba de 2011 a 2015
- Domício Gondim Barreto, (sobrinho), foi senador pela Paraíba de 1971 a 1979.
- Vital do Rêgo, genro, foi deputado federal pela Paraíba de 1963 a 1969, quando também foi cassado, e de 1991 a 1995.
- Vital do Rêgo Filho, neto, vereador, deputado estadual, deputado federal, senador da república e atualmente Ministro do Tribunal de Contas da União (TCU).
- Veneziano Vital do Rego, neto, vereador de Campina Grande por duas legislaturas, prefeito de Campina Grande por dois mandatos (2005-2013), deputado federal e atualmente senador.

Existe um bairro na capital paraibana nomeado em sua homenagem.